# Подоляк, Сергей Андроникович
Сергей Андроникович Подоляк (род. 15 января 1982, Тельманово, Донецкая область) — украинский самбист и борец вольного стиля, бронзовый призёр чемпионата Европы по самбо 2005 года, чемпион мира по самбо 2004 года, мастер спорта Украины международного класса по самбо, мастер спорта Украины по вольной борьбе. Выступал в легчайшей весовой категории (до 52 кг). На чемпионате Европы по самбо 2004 года был пятым. Также участвовал в чемпионатах мира 2005 и 2006 годов, где оба раза занял пятое место. Выпускник и аспирант кафедры «Авиационные приборы и измерения» Харьковского авиационного института.